# Iljuschin Il-20M
Die Iljuschin Il-20M (russisch Ильюшин Ил-20М, NATO-Codename: „Coot-A“) ist eine COMINT/ELINT-Variante der Iljuschin Il-18. Sie wurde von der NATO erstmals 1978 beobachtet.

## Geschichte
Neben einem Prototyp wurden im staatlichen Flugzeugwerk Nr. 30 „Snamja Truda“ (Banner der Arbeit) in Moskau 18 Maschinen für den Einsatz gebaut, die als Il-20M bezeichnet werden. Es ist wenig über die Arbeitsweise und Leistungsfähigkeit der Flugelektronik bekannt. Il-20M-Flugzeuge wurden während des Kalten Krieges häufig über europäischen Gewässern beobachtet.

### Technik
Das Flugzeug ist mit spezieller Ausrüstung für die elektronische Aufklärung (ELINT) und Fernmeldeaufklärung (COMINT) ausgerüstet. Das zigarrenförmige Gehäuse unter dem Rumpf enthält das Igla-1-Side-Looking-Airborne-Radar (SLAR). Dieses wird für Radarabbildungs- und Kartografierungszwecke verwendet. In einem weiteren Gehäuse an der Rumpfseite befindet sich eine große A-87P-Kamera. Im Flugzeug sind die ELINT-Systeme Vischnia, SRS-4 Romb und Kwadrat-2 untergebracht. Zum Sammeln der elektronischen Daten sind am Rumpf verschiedene Antennen angebracht. Die zwei großen Antennen auf der Rumpfoberseite dienen der Satellitenkommunikation. Die Il-20M kann damit Informationen nahezu in Echtzeit an das Bodenkommando übermitteln.

### Einsätze
Im Oktober 2013 setzte Russland die Il-20M über dem Schwarzen Meer ein, um entlang der türkischen Küste Aufklärungsmissionen zu fliegen. Als die Maschine entdeckt wurde, hoben auf türkischer Seite zwei F-16-Jagdflugzeuge ab, um den Aufklärer abzufangen. Die Maschine steuerte letztlich auf bulgarischen Luftraum zu und die Verfolgung wurde abgebrochen.
Dies wiederholte sich am 13. April 2014. Hier flog die Il-20M aus Richtung Rumänien kommend und nach Osten fliegend erneut 15 bis 20 Seemeilen entlang der türkischen Schwarzmeerküste, bevor sie von vier türkischen F-16 identifiziert und abgefangen wurde.
Am 22. Oktober 2014 drang nach Angaben des estnischen Militärs eine Il-20M in estnischen Luftraum ein und hielt sich für einen kurzen Zeitraum darin auf. Das Flugzeug wurde von Flugzeugen der portugiesischen, belgischen und schwedischen Luftstreitkräfte identifiziert und begleitet. Das russische Verteidigungsministerium bestritt eine Verletzung des estnischen Luftraums.
Auch am 18. August 2015 flog nach Angaben des estnischen Militärs eine Il-20M an die estnische Grenze.
Beim Einsatz der russischen Luftwaffe in Syrien war ebenfalls die Il-20M beteiligt. Sie wurde später durch Tu-214R ergänzt.
Am 28. November 2022 identifizierte laut eines Tweets der deutschen Luftwaffe eine Alarmrotte bestehend aus zwei Jagdflugzeugen Eurofighter Typhoon eine Il-20M. Die Maschine flog ohne Transpondercode im internationalen Luftraum zwischen der russischen Exklave Oblast Kaliningrad und dem russischen Kernland. Die deutsche Alarmrotte startete vom Flughafen Ämari in Estland.
Am 27. Januar 2023 identifizierte einem weiteren Tweet zufolge eine Alarmrotte der deutschen Luftwaffe, die aus zwei Jagdflugzeugen Eurofighter Typhoon bestand, eine Il-20M (RF-93611) über der Ostsee und begleitete diese. Die Alarmrotte gehörte zum Taktisches Luftwaffengeschwader 71 „Richthofen“, welches zu diesem Zeitpunkt auf dem Fliegerhorst Rostock-Laage stationiert war, wohin sie anschließend zurückkehrte. Ein ähnlicher Vorgang ereignete sich am 30. Januar 2024, als eine Il-20M von einer aus Rostock-Laage operierenden Typhoon-Alarmrotte vor Rügen (im internationalen Luftraum) abgefangen wurde, auch in diesem Fall flog der Aufklärer ohne Transpondercode. Auch dieser Vorfall wurde von der deutschen Luftwaffe in einem Post auf dem Kurznachrichtendienst X (ehemals Twitter) gemeldet.
Am Donnerstag, den 27. März 2025, registrierte das Combined Air Operations Centre (CAOC) der NATO eine ungewöhnliche Aktivität im Luftraum über Kaliningrad. 12 Minuten nach der Identifizierung der Bedrohung starteten zwei Eurofighter, die in der Luftwaffenbasis Rostock-Laage stationiert sind, einen Alarmstart, um das mutmaßlich russische Flugzeug abzufangen, welches ohne erkennbare Kennung flog. Das Flugzeug befand sich zu diesem Zeitpunkt bereits auf dem Kurs in Richtung des deutschen NATO-Luftraums. Die Eurofighter-Piloten eskortierten den russischen Aufklärer, der als Aufklärungsflugzeug identifiziert wurde, östlich der Insel Rügen über mehrere Kilometer, bevor sie ihre Mission abschlossen und zurückkehrten.

### Weiterentwicklung
Die Iljuschin Il-20PP ist eine aktuelle Weiterentwicklung der Iljuschin Il-20M, die nach russischen Angaben moderne feindliche AWACS-Flugzeuge und MIM-104 Patriot stören und gleichzeitig analoge feindliche Störmaßnahmen blockieren kann. Mit Stand November 2016 gab es drei Il-20PP.

## Technische Daten

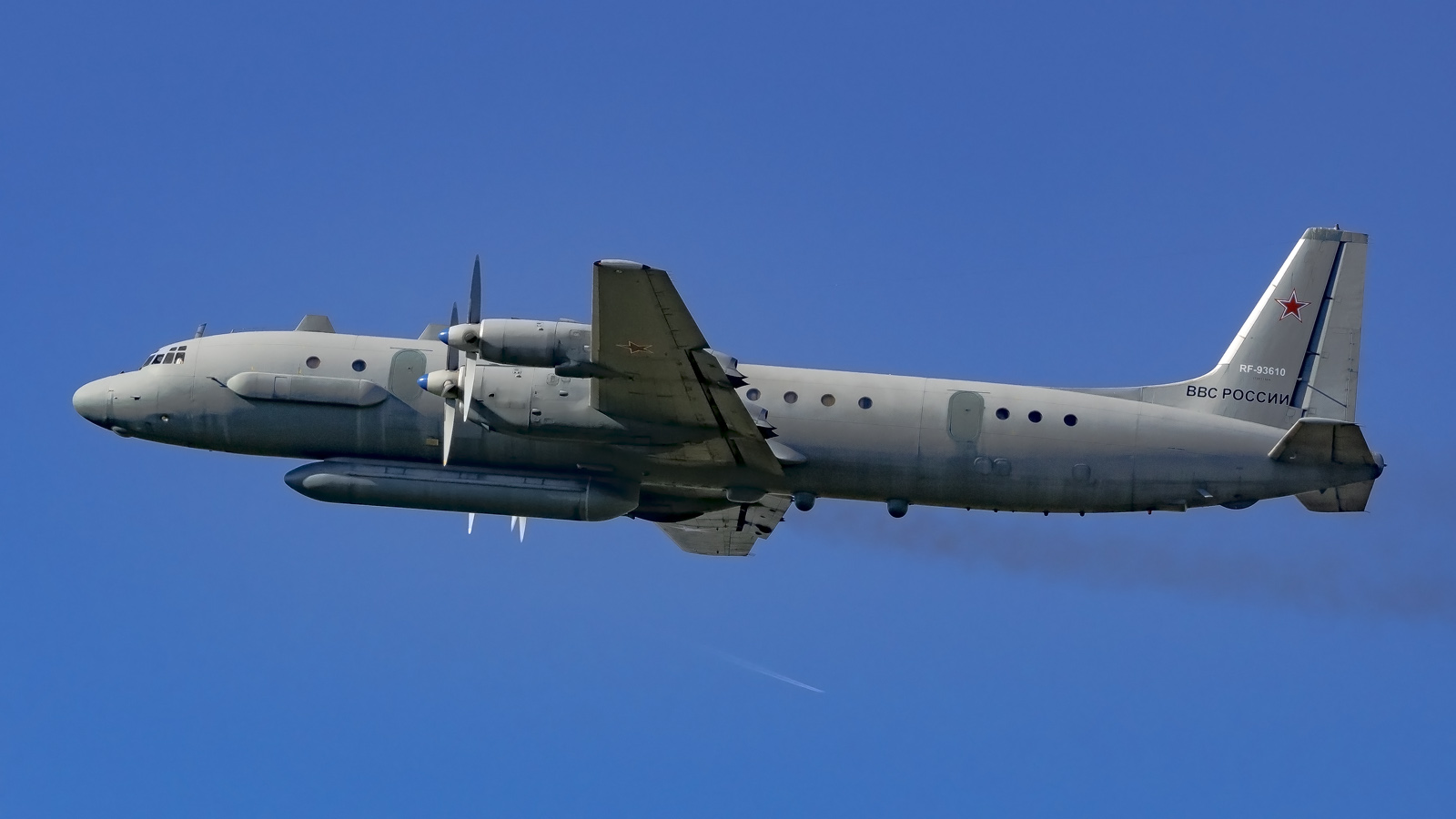
Die Il-20M RF-93610 wurde am 17. September 2018 durch ein syrisches S-200-System abgeschossen

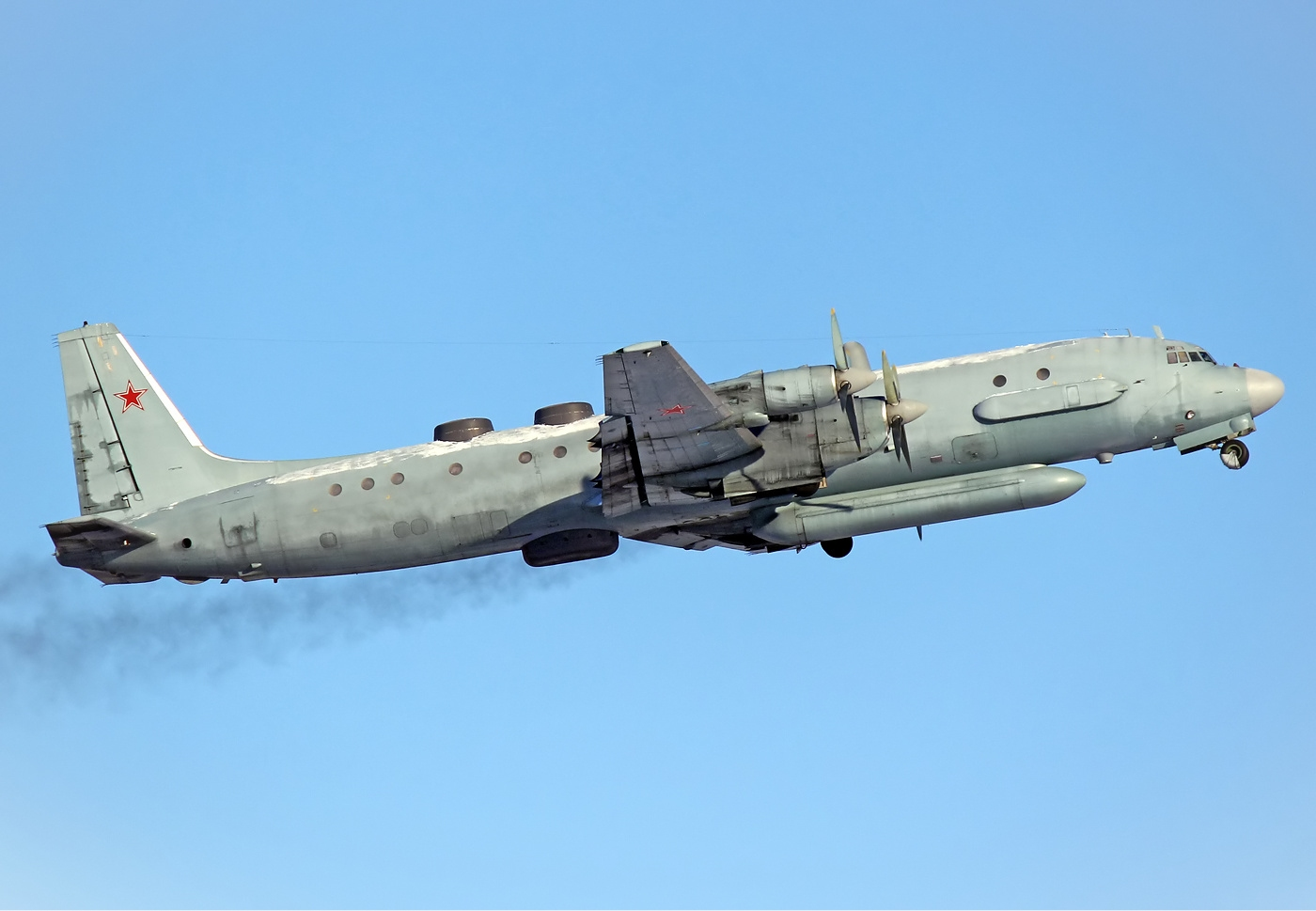
Il-20M mit vielen Sensoren

| Kenngröße             | Daten                                                 |
| --------------------- | ----------------------------------------------------- |
| Konzeption            | COMINT/ELINT-Aufklärungsflugzeug                      |
| Besatzung             | 4                                                     |
| Länge                 | 35,9 m                                                |
| Spannweite            | 37,42 m                                               |
| Höhe                  | 10,17 m                                               |
| Flügelfläche          | 140,0 m²                                              |
| Flügelstreckung       | 10,0                                                  |
| Nutzlast              | 13.500 kg                                             |
| Leermasse             | k. A.                                                 |
| max. Startmasse       | 64.000 kg                                             |
| Antrieb               | vier PTL Iwtschenko AI-20M mit je 3.169 kW (4.309 PS) |
| Höchstgeschwindigkeit | 675 km/h in 8.000 m Höhe                              |
| Dienstgipfelhöhe      | 10.000 m                                              |
| Reichweite            | 6.500 km                                              |
| Sensoren              | SLAR, optische, Infrarot- und elektronische Sensoren  |

## Zwischenfälle
Am 17. September 2018 gegen 23 Uhr Ortszeit verlor das Kommando der russischen Streitkräfte in Syrien den Kontakt zu einer Il-20M, die sich über dem östlichen Mittelmeer befand. Die Maschine wurde versehentlich von der syrischen Luftverteidigung abgeschossen, während israelische F-16 über Syrien operierten und Bodenziele angriffen. An Bord befanden sich zur Zeit des Abschusses 15 Personen, von denen niemand überlebte. Russland beschuldigte zunächst Israel, dass deren F-16 die Il-20M als Deckung benutzt hätten. Laut israelischen Angaben seien die israelischen Flugzeuge zum Zeitpunkt des Abschusses bereits in den israelischen Luftraum zurückgekehrt gewesen. Der russische Präsident Wladimir Putin entschärfte die Vorwürfe gegen die israelische Luftwaffe und sprach von einer Verkettung unglücklicher Umstände.

## Belege
1. ↑  Turkish Military Claims Interception of Russian Spy Plane. RIA Novosti, 25. Oktober 2013, archiviert vom Original (nicht mehr online verfügbar) am 25. Oktober 2013; abgerufen am 19. Juni 2025 (englisch).
2. ↑  TSK’dan son dakika açıklaması! 13. April 2014, abgerufen am 17. April 2021 (türkisch).
3. ↑  archivierte Kopie. (Memento vom 22. Oktober 2014 im Internet Archive)
4. ↑  Moskau dementiert Bericht Tallinns über Verletzung estnischen Luftraumes. In: RIA Novosti. 22. Oktober 2014, archiviert vom Original (nicht mehr online verfügbar) am 23. Oktober 2014; abgerufen am 19. Juni 2025.
5. ↑  Lettland meldet russisches Spionageflugzeug an der Grenze. In: de.sputniknews.com. 20. August 2015, archiviert vom Original (nicht mehr online verfügbar) am 20. August 2015; abgerufen am 19. Juni 2025.
6. ↑  David Cenciotti: Russia has deployed at least one Il-20 Coot spyplane to Syria. In: The Aviationist. 25. September 2015, abgerufen am 17. April 2021 (englisch).
7. ↑  Tweet über den Vorfall. In: Team Luftwaffe. twitter.com, 28. November 2022, abgerufen am 29. Januar 2023.
8. ↑  Tweet über den Vorfall. In: Team Luftwaffe. twitter.com, 27. Januar 2023, abgerufen am 29. Januar 2023.
9. ↑  Russischer Aufklärungsflieger vor Rügen entdeckt. In: n-tv.de. n-tv, 30. Januar 2024, abgerufen am 31. Januar 2024.
10. ↑  Deutsche Luftwaffe X.com: X Post der deutschen Luftwaffe zur Sichtung. 30. Januar 2024, abgerufen am 2. April 2024.
11. ↑  Aktuelle Nachrichten | BILD.de. 28. März 2025, abgerufen am 28. März 2025.
12. ↑  United Press International: Russia receives first Il-22PP Porubschik electronic countermeasures planes (englisch), abgerufen am 17. November 2016.
13. ↑  Russia about to receive three Il-22PP electronic warfare aircraft (englisch), abgerufen am 17. November 2016.
14. ↑  Flugunfalldaten und -bericht Ilyushin Il-20M RF-93610  im Aviation Safety Network (englisch), abgerufen am 27. Juni 2025.
15. ↑  Syrische Luftabwehr schießt russischen Jet ab. In: t-online.de. 18. September 2018, abgerufen am 18. September 2018.
16. 1 2  Verteidigungsministerium: Die Syrische Luftverteidigung hat russische Il-20 abgeschossen wegen „unverantwortlicher Aktionen“ von Israel, Nowaja Gaseta, 18. September 2018.
17. ↑  Putin wertet Abschuss als tragisches Versehen, Berner Zeitung, 18. September 2018.